# 三田銀行
株式会社三田銀行（みたぎんこう、英語: The Mita Bank, Ltd.）は、かつて存在した日本の地方銀行である。

## 概要
1908年（明治41年）2月、株式会社三田銀行、帝国貯金、三田同盟銀行、三輪貯金銀行、三田共融銀行、三田実業銀行の6行が、合併を条件として解散し、株式会社三田銀行を新たに設立した。
同年4月、豊国銀行に合併し、都市銀行となって消滅。豊国銀行はのち昭和銀行に合併。

## 経営者
- 山田忠兵衛 - 取締役。衆議院議員。東京都制案を発議した。